# Adiantum princeps
Adiantum princeps là một loài dương xỉ trong họ Pteridaceae. Loài này được T. Moore mô tả khoa học đầu tiên năm 1875.